# C. W. McCall
C. W. McCall (nascido como William Dale Fries, Jr., Audubon, 15 de novembro de 1928 ― Ouray, 1 de abril de 2022) foi um cantor, ativista e político estadunidense, mais conhecido por seu hit "Convoy", de 1976, que vendeu mais de dois milhões de cópias, sendo certificado como ouro pela R.I.A.A. em dezembro de 1975, e que foi eleito pela revista Rolling Stone como a 98.ª melhor canção de country. A faixa figurou na trilha sonora do jogo Grand Theft Auto V, mais precisamente na rádio Rebel Radio.
Em 1986, sob seu verdadeiro nome William Fries, McCall foi eleito prefeito da cidade de Ouray, ocupando o cargo por seis anos.

## Morte
McCall morreu em 1 de abril de 2022, aos 93 anos de idade, em Ouray.

## Discografia

### Álbuns de estúdio
| 1975                                               | Wolf Creek Pass - Lançado: Janeiro de 1975 - Gravadora: MGM Records                                        | 4  | 143 |                      |
| 1975                                               | Black Bear Road - Lançado: Setembro de 1975 - Gravadora: MGM Records                                       | 1  | 12  | - Certificação: Ouro |
| 1976                                               | Wilderness - Lançado: 1976 - Gravadora: Polydor Records                                                    | 9  | 143 |                      |
| 1976                                               | Rubber Duck - Lançado: 1976 - Gravadora: Polydor Records                                                   | 29 | —   |                      |
| 1977                                               | Roses for Mama - Lançado: 1977 - Gravadora: Polydor Records                                                | 22 | —   |                      |
| 1979                                               | C. W. McCall & Co. - Lançado: 1979 - Gravadora: Polydor Records                                            | —  | —   |                      |
| 1990                                               | The Real McCall: An American Storyteller - Lançado: 1990 - Gravadora: American Gramaphone                  | —  | —   |                      |
| 2003                                               | American Spirit (with Mannheim Steamroller) - Lançado: 20 de maio de 2003 - Gravadora: American Gramaphone | —  | —   |                      |
| "—" significa que o álbum não chegou àquela parada | |    |     |                      |

### Coletâneas
| 1978                                               | C. W. McCall's Greatest Hits - Lançado: 1978 - Gravadora: Polydor Records | 45 |
| 1989                                               | Four Wheel Cowboy - Lançado: 1989 - Gravadora: PolyGram Records           | —  |
| 1991                                               | The Legendary C. W. McCall - Lançado: 1991 - Gravadora: PolyGram Records  | —  |
| 1997                                               | The Best of C. W. McCall - Lançado: 1997 - Gravadora: PSM Records         | —  |
| "—" significa que o álbum não chegou àquela parada |                                                                           |    |

### Singles
| 1974                                                | "Old Home Filler-Up an' Keep On-a-Truckin' Cafe"                    | 19 | 54  | Wolf Creek Pass    |
| 1974                                                | "Wolf Creek Pass"                                                   | 12 | 40  | Wolf Creek Pass    |
| 1975                                                | "Classified"                                                        | 13 | 101 | Wolf Creek Pass    |
| 1975                                                | "Black Bear Road"                                                   | 24 | —   | Black Bear Road    |
| 1975                                                | "Convoy"                                                            | 1  | 1   | Black Bear Road    |
| 1976                                                | "There Won't Be No Country Music (There Won't Be No Rock 'n' Roll)" | 19 | 73  | Wilderness         |
| 1976                                                | "Crispy Critters"                                                   | 32 | —   | Wilderness         |
| 1976                                                | "Four Wheel Cowboy"                                                 | 88 | —   | Wilderness         |
| 1976                                                | "'Round the World with the Rubber Duck"                             | 40 | 101 | Rubber Duck        |
| 1977                                                | "Audubon"                                                           | 56 | —   | Rubber Duck        |
| 1977                                                | "Roses for Mama"                                                    | 2  | —   | Roses for Mama     |
| 1978                                                | "Outlaws and Lone Star Beer"                                        | 81 | —   | C. W. McCall & Co. |
| "—" significa que o single não chegou àquela parada |                                                                     |    |     |                    |